# Jean 13
 (mars 2024).
La mise en forme du texte ne suit pas les recommandations de Wikipédia : il faut le « wikifier ».
Les points d'amélioration suivants sont les cas les plus fréquents. Le détail des points à revoir est peut-être précisé sur la page de discussion.
- Les titres sont pré-formatés par le logiciel. Ils ne sont ni en capitales, ni en gras.
- Le texte ne doit pas être écrit en capitales (les noms de famille non plus), ni en gras, ni en italique, ni en « petit »…
- Le gras n'est utilisé que pour surligner le titre de l'article dans l'introduction, une seule fois.
- L'italique est rarement utilisé : mots en langue étrangère, titres d'œuvres, noms de bateaux, etc.
- Les citations ne sont pas en italique mais en corps de texte normal. Elles sont entourées par des guillemets français : « et ».
- Les listes à puces sont à éviter, des paragraphes rédigés étant largement préférés. Les tableaux sont à réserver à la présentation de données structurées (résultats, etc.).
- Les appels de note de bas de page (petits chiffres en exposant, introduits par l'outil «  Source ») sont à placer entre la fin de phrase et le point final[comme ça].
- Les liens internes (vers d'autres articles de Wikipédia) sont à choisir avec parcimonie. Créez des liens vers des articles approfondissant le sujet. Les termes génériques sans rapport avec le sujet sont à éviter, ainsi que les répétitions de liens vers un même terme.
- Les liens externes sont à placer uniquement dans une section « Liens externes », à la fin de l'article. Ces liens sont à choisir avec parcimonie suivant les règles définies. Si un lien sert de source à l'article, son insertion dans le texte est à faire par les notes de bas de page.
- La présentation des références doit suivre les conventions bibliographiques. Il est recommandé d'utiliser les modèles {{Ouvrage}}, {{Chapitre}}, {{Article}}, {{Lien web}} et/ou {{Bibliographie}}. Le mode d'édition visuel peut mettre en forme automatiquement les références.
- Insérer une infobox (cadre d'informations à droite) n'est pas obligatoire pour parachever la mise en page.

Pour une aide détaillée, merci de consulter Aide:Wikification.
Si vous pensez que ces points ont été résolus, vous pouvez retirer ce bandeau et améliorer la mise en forme d'un autre article.
 (mars 2024).
- Si vous ne connaissez pas le sujet, laissez ce bandeau (vous pouvez alors contacter les auteurs).
- Si vous supprimez le contenu mis en cause (vous pouvez préalablement contacter les auteurs),

argumentez précisément cette suppression dans la page de discussion
(un manque de référence n'est pas un argument ; une recherche réelle de référence doit avoir été effectuée, être formellement documentée).
Jean 13 est le treizième chapitre de l'Évangile selon Jean dans le Nouveau Testament de la Bible Chrétienne. La "dernière-moitié", "second livre", ou "partie finale" de l'Évangile selon Jean commence avec ce chapitre. Le commentateur biblique du XIXe siècle Alexander Maclaren l'appelle "le Saint des Saints du Nouveau Testament" et "partie la plus sacrée du Nouveau Testament", alors que commence le récit de Jean des évènements de la dernière nuit avant la crucifixion de Jésus-Christ, soulignant l'amour de Jésus pour Ses disciples, démontré dans le service en lavant leurs pieds, et Son commandement qu'ils s'aiment les uns les autres de la même manière. L'auteur du livre contenant ce chapitre est anonyme, mais la tradition chrétienne primitive affirme que Jean a composé cet Évangile.

## Texte
Le texte original a été écrit en Grec Koinè. Ce chapitre est divisé en 38 versets. Certains premiers manuscrits contenant le texte de ce chapitre en grec sont :
- Papyrus 75 (175-225 apr. J.-C.)
- Papyrus 66 (~200).
- Codex Vaticanus (325-350)
- Codex Sinaiticus (330-350)
- Codex Bezae (~400)
- Codex Alexandrinus (400-440)
- Codex Ephraemi Rescriptus (~450)
- Papyrus 92 (Ve siècle)

Un ancien manuscrit contenant ce chapitre dans le Copte est : 
- Papyrus 6 (~350 apr. J.-C.)[6]

## Lieux
Tous les évènements relatés dans ce chapitre et les chapitres suivants jusqu'à Jean 17 se sont produits à Jérusalem. L'endroit précis n'est pas spécifié, mais Jean 18:1 déclare qu'après, "Jésus est parti avec ses disciples et traversé le Cédron".

## Versets 1 à 3 : l'heure venue

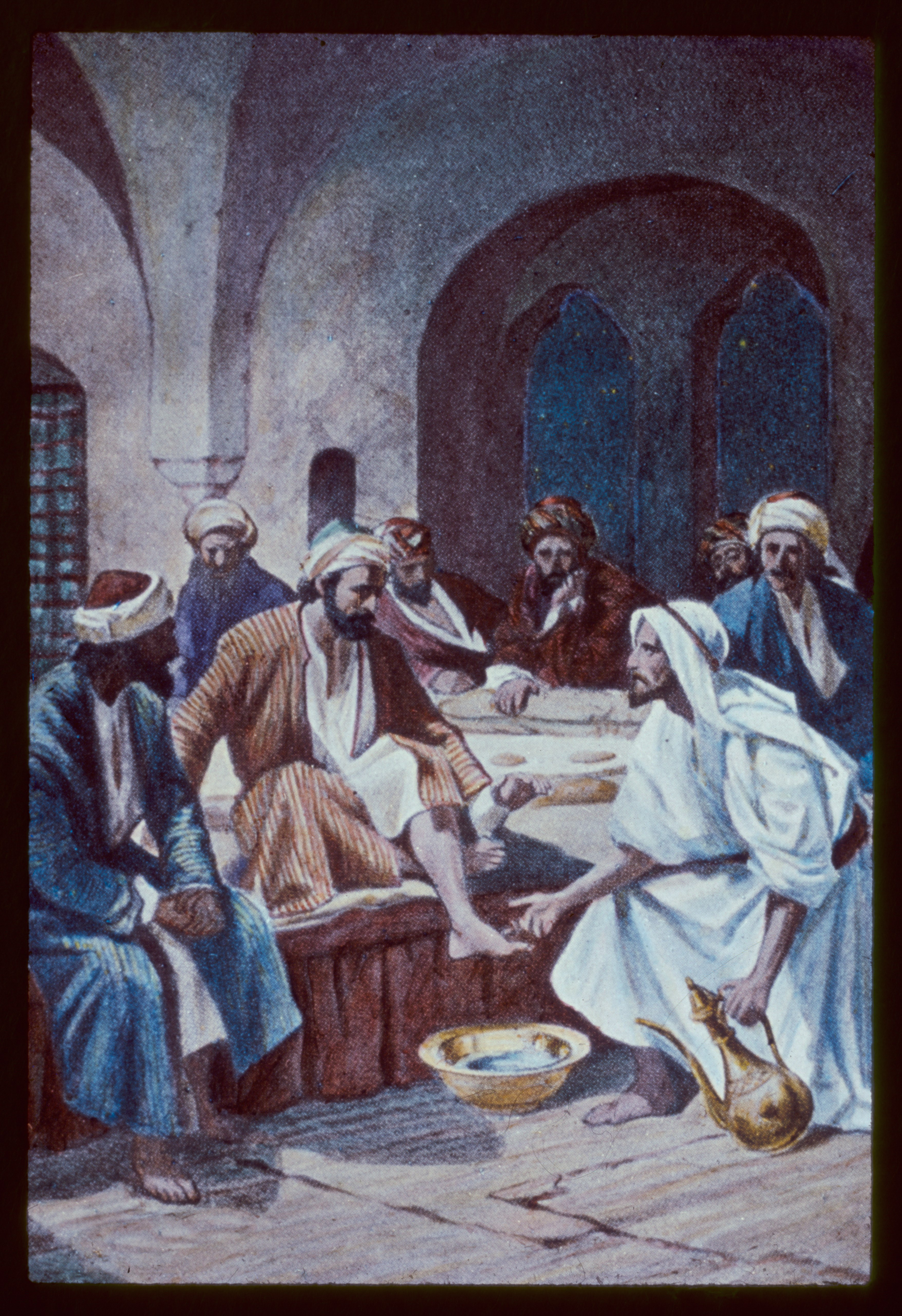
Jean 13:1-10 : Jésus, avec les douze, participe à la fête de la Pâque dans une chambre supérieure, lavant les pieds des disciples, par William Hole (1848-1917). G. Eric and Edith Matson Photograph Collection.

## Jésus lave les pieds des disciples (13:4-17)

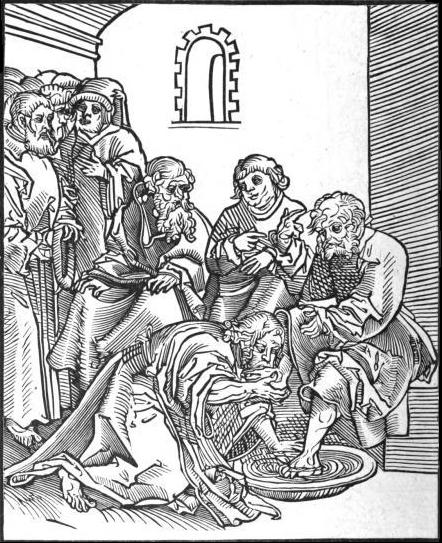
Une gravure sur bois de Jean 13:14-17, de Passion du Christ et l'Antéchrist, par Lucas Cranach the Elder (1472-1553).